# آشوت سمباتیان
آشوت گویدونی سمباتیان (ارمنی: Աշոտ Գվիդոնի Սմբատյան؛ زادهٔ ۳۰ آوریل ۱۹۶۹) یک دیپلمات و ریاضی‌دان اهل ارمنستان است که از تاریخ اوت ۲۰۲۲ سفیر ارمنستان در گرجستان می‌باشد. وی پیشتر از تاریخ ۲۰۱۵ تا تاریخ ۲۰۲۱ سفیر فوق‌العاده و تام‌الاختیار جمهوری ارمنستان در آلمان بود.

## زندگی‌نامه
در ۳۰ آوریل ۱۹۶۹ در ایروان به دنیا آمد و از دانشگاه دولتی ایروان و دانشگاه لایپزیگ فارغ‌التحصیل شد. وی همچنین برنده مدال مخیتار گش شده‌است.